# Piffonds
Piffonds és un municipi francès, situat al departament del Yonne i a la regió de Borgonya - Franc Comtat. L'any 2007 tenia 580 habitants.

## Demografia

### Població
El 2007 la població de fet de Piffonds era de 580 persones. Hi havia 231 famílies, de les quals 73 eren unipersonals (28 homes vivint sols i 45 dones vivint soles), 65 parelles sense fills, 77 parelles amb fills i 16 famílies monoparentals amb fills.
La població ha evolucionat segons el següent gràfic:
Habitants censats

### Habitatges
El 2007 hi havia 346 habitatges, 236 eren l'habitatge principal de la família, 88 eren segones residències i 22 estaven desocupats. 330 eren cases i 8 eren apartaments. Dels 236 habitatges principals, 201 estaven ocupats pels seus propietaris, 33 estaven llogats i ocupats pels llogaters i 2 estaven cedits a títol gratuït; 2 tenien una cambra, 14 en tenien dues, 40 en tenien tres, 65 en tenien quatre i 115 en tenien cinc o més. 164 habitatges disposaven pel capbaix d'una plaça de pàrquing. A 117 habitatges hi havia un automòbil i a 101 n'hi havia dos o més.

### Piràmide de població
La piràmide de població per edats i sexe el 2009 era:
| Homes | Edats   | Dones |
| ----- | ------- | ----- |
| 0     | 95 o +  | 1     |
| 0     | 90 a 94 | 1     |
| 6     | 85 a 89 | 7     |
| 3     | 80 a 84 | 3     |
| 13    | 75 a 79 | 16    |
| 21    | 70 a 74 | 21    |
| 12    | 65 a 69 | 16    |
| 22    | 60 a 64 | 17    |
| 12    | 55 a 59 | 14    |
| 19    | 50 a 54 | 13    |
| 17    | 45 a 49 | 10    |
| 16    | 40 a 44 | 20    |
| 25    | 35 a 39 | 24    |
| 16    | 30 a 34 | 16    |
| 17    | 25 a 29 | 16    |
| 6     | 20 a 24 | 6     |
| 22    | 15 a 19 | 13    |
| 20    | 10 a 14 | 20    |
| 24    | 5 a 9   | 20    |
| 14    | 0 a 4   | 18    |

## Economia
El 2007 la població en edat de treballar era de 333 persones, 256 eren actives i 77 eren inactives. De les 256 persones actives 231 estaven ocupades (112 homes i 119 dones) i 25 estaven aturades (16 homes i 9 dones). De les 77 persones inactives 37 estaven jubilades, 26 estaven estudiant i 14 estaven classificades com a «altres inactius».

### Ingressos
El 2009 a Piffonds hi havia 240 unitats fiscals que integraven 609 persones, la mediana anual d'ingressos fiscals per persona era de 18.851 €.

### Activitats econòmiques
Dels 20 establiments que hi havia el 2007, 2 eren d'empreses de fabricació de material elèctric, 2 d'empreses de fabricació d'altres productes industrials, 6 d'empreses de construcció, 3 d'empreses de comerç i reparació d'automòbils, 1 d'una empresa d'hostatgeria i restauració, 2 d'empreses financeres, 1 d'una empresa de serveis i 3 d'empreses classificades com a «altres activitats de serveis».
Dels 7 establiments de servei als particulars que hi havia el 2009, 1 era una oficina bancària, 1 taller de reparació d'automòbils i de material agrícola, 1 fusteria, 2 lampisteries, 1 electricista i 1 saló de bellesa.
L'únic establiment comercial que hi havia el 2009 era una fleca.
L'any 2000 a Piffonds hi havia 25 explotacions agrícoles que ocupaven un total de 2.106 hectàrees.

## Equipaments sanitaris i escolars
El 2009 hi havia una escola elemental integrada dins d'un grup escolar amb les comunes properes formant una escola dispersa.

## Poblacions més properes
El següent diagrama mostra les poblacions més properes.